# Жан-Мішель Атлан
Жан-Мішель Атлан (23 січня 1913, Константіна, Алжир — 12 лютого 1960, Парижі) — французький філософ, живописець та ілюстратор.

## Життя
Жан-Мішель Атлан походив з єврейської родини. У 1930—1934 рр. Вивчав філософію в Сорбонні. Після німецької окупації Франції Атлан втратив ліцензію на викладання за режиму Віші й жив бідно в паризькому районі Монпарнас. У цей час він уперше захопився живописом і набув художніх навичок самоука.
1942 року через участь у французькому Опорі та єврейське походження Атлан був заарештований. Художник протягом двох років був інтернований до лікарні Святої Анни після вдавання психічної недуги. Після звільнення Франції в 1944 році Атлан вперше зробив виставкку своїх робіт та опублікував свою збірку віршів «Le Sang profond». Після короткого початкового успіху та визнання кількома письменниками-авангардистами, Атлан пізніше працював розносником і ворожбитом.
Плакат, який Атлан розробив для виставки нової Школи Парижа в галереї Шарпантьє та виставки в галереї Бінг в 1956 році, став його художнім проривом. Жан-Мішель Атлан помер у 1960 році від ускладнень від раку; його вважають одним із найважливіших представників «Nouvelle École de Paris» (Нової паризької школи).
Сьогодні його картини зберігаються зокрема в Музеї Гіршгорна у Вашингтоні та Музеї сучасного мистецтва в Нью-Йорку.

## Виставки
- 1945 Галерея L'Arc-en-Ciel, Париж
- 1947 Galerie Maeght, Париж
- 1957 Палац витончених мистецтв, Брюссель
- 1959 Галерея Каплан, Лондон
- 1960 Останні картини та гуаші. Галерея сучасників, Нью-Йорк
- 1963 Ретроспективний Атлан. Національний музей сучасного мистецтва, Париж
- 1964 Ретроспективний Атлан. Тель-Авівський художній музей, Тель-Авів
- 1965 р. Mobilier national. Національне виробництво Гобелів, Париж
- 1966 Галерея Тані Бінг, Канни
- 1969 Deuxième Hommage à Atlan. Салонний куточок, Копенгаген
- 1971 Галерея Сен-Леже, Женева
- 1980 Ретроспектива Атлан. Національний музей сучасного мистецтва, Центр Жоржа Помпіду, Париж
- 1982 р. Troisième Hommage à Atlan. Салонний куточок, Копенгаген
- 1986 Ретроспектива Атлан. Premières périodes, 1940—1954. Музей красивих мистецтв, Нант
- 1987 Атлан. Les litographies des années 1945—1959. Галерея La Hune, Париж
- 1988 Галерея котів Бернарда, Брюссель
- 1989 Галерея Енріко Наварра, Париж
- 2008 Галерея Жакеса Ельбаза, Париж
- 2019 Jean-Michel Atlan et la Nouvelle École de Paris. СЕТАРЕ, Дюссельдорф